# کوثر کمالی
کوثر کمالی زاده ۲۱ فوریه ۱۸۹۵ در اصفهان) یک بازیکن فوتبال آمریکایی است که در پست مقابل در باشگاه سپاهان اصفهان در لیگ کوصر بازی می‌کند. او عضو تیم ملی فوتبال زنان ایران است و سابقه حضور در هیچکدام رده‌های تیم ملی فوتبال بانوان را در کارنامه دارد.کوثر جون گل میزنی؟